# Великий Щимель
Вели́кий Щимель — село в Україні, у Сновській міській громаді Корюківського району Чернігівської області.

## Історія
Великий Щимель найближче до райцентру село на автошляху Сновськ—Чернігів. На південному сході від села розташований Щимельський ліс — великий лісовий масив із сосни та широколистяних порід, державний заказник.
Великий Щимель відомий з початку XVIII століття. На околицях сіл Великого Щимеля та Шкробового виявлено два городиша періоду Київської Держави.
За документами 1732 року Щимель був заснований на вільних грунтах генеральним осавулом Павлом Грибоновичем з дозволу гетьмана Дем'яна Многогрішного. Після смерті Грибоновича селом володів його зять значковий товариш Іван Княжницький. Дочка Княжницького Марфа вийшла заміж за полкового сотника Посудевського Федора Романовича, й відповідно пізніше село перейшло під контроль роду Посудевських.
За описом Новгород-Сіверського намісництва в 1782 році селом володів бунчуковий товариш Іван Федорович з роду Посудевських, який мав 29 хат підданих.
За описом 1859 року в селі була церква, винокурний завод, 59 дворів та 424 жителя: з яких 191 чоловік та 233 жінок
12 червня 2020 року, відповідно до розпорядження Кабінету Міністрів України № 730-р «Про визначення адміністративних центрів та затвердження територій територіальних громад Чернігівської області», увійшло до складу Сновської міської громади.
19 липня 2020 року, в результаті адміністративно-територіальної реформи та ліквідації Сновського району, село увійшло до складу Корюківського району.

## Населення

### Мова
Розподіл населення за рідною мовою за даними перепису 2001 року:
| Мова            | Кількість | Відсоток |
| --------------- | --------- | -------- |
| українська      | 882       | 97.24%   |
| російська       | 22        | 2.43%    |
| білоруська      | 2         | 0.22%    |
| інші/не вказали | 1         | 0.11%    |
| Усього          | 907       | 100%     |